# 大沢真理
大澤 眞理（おおさわ まり 1953年4月4日 - ）は、日本の経済学者。東京大学名誉教授。専門は社会政策。日本学術会議会員。学位は、経済学博士（東京大学・1987年）。群馬県出身。
代表著作は『イギリス社会政策史－救貧法と福祉国家－』など。1993年度第13回山川菊栄賞受賞。

## 略歴
- 1976年3月 東京大学経済学部卒業
- 1981年3月 東京大学大学院経済学研究科博士課程単位取得退学
- 1981年4月 東京大学社会科学研究所助手
- 1985年4月 東京都立大学 (1949-2011)経済学部助教授
- 1988年10月 東京大学社会科学研究所助教授
- 1998年4月 東京大学社会科学研究所教授
- 1992年10月 ベルリン自由大学（ドイツ）客員教授（1993年2月まで）
- 1994年10月 ボッフム大学（ドイツ）客員教授（マリー・ヤホダ国際女性学講座　11月まで）
- 1997年11月 アジア工科大学院（タイ）「ジェンダーと開発」専攻客員教授（1998年1月まで）
- 1999年1月 アジア工科大学院「ジェンダーと開発」専攻客員教授（3月まで）
- 2000年2月 アジア工科大学院「ジェンダーと開発」専攻客員教授（3月まで）
- 2000年4月 東京大学総長補佐（2001年3月まで）
- 2001年6月 アジア工科大学院「ジェンダーと開発」専攻客員教授
- 2003年8月 アジア工科大学院「ジェンダーと開発」専攻客員教授
- 2006年5月 ハンザ先端研究所（ドイツ）フェロー（7月まで）
- 2015年4月 東京大学社会科学研究所長（2018年3月まで）
- 2019年 定年退任、名誉教授

## 活動
- 研究分野は主に比較ジェンダー分析、社会政策や男女共同参画に関するもの等。
- 所属学会は日本評価学会、社会事業史学会、社会政策学会。
- 2000年代より厚生労働省社会保障審議会、東京大学男女共同参画推進委員会の委員を務める他、国際協力機構ジェンダー支援委員会の委員長、内閣府男女共同参画会議影響調査専門調査会の会長としても活動を行っている。近年は、政府税制調査会の一員としても活動している。
- 日本による対韓輸出優遇撤廃に反対する、＜声明＞「韓国は「敵」なのか」呼びかけ人の1人[2]。

## 主張
- 選択的夫婦別姓制度導入に賛同する。「夫婦で同じ名字を名乗りたい人にはそれをする自由があり、それから自分が独身のときの名字を維持したいという場合にはそれを選ぶ自由があるという意味での選択的夫婦別姓ということが最も望ましい」と述べている[3]。

## 著書

### 単著
- 『イギリス社会政策史:救貧法と福祉国家』（東京大学出版会、1986年）ISBN 413056028X
- 『企業中心社会を超えて:現代日本を「ジェンダー」で読む』（時事通信社、1993年）ISBN 4788793245
  - 岩波書店（岩波現代文庫）2020年 ISBN 9784006004224
- 『男女共同参画社会をつくる』（NHK出版［NHKブックス］、2002年）ISBN 4140019506
- 『現代日本の生活保障システム: 座標とゆくえ』（岩波書店、2007年）ISBN 400027046X
- 『生活保障のガバナンス:ジェンダーとお金の流れで読み解く』（岩波書店、2014年）ISBN 464117394X

### 編著
- 井上輝子、上野千鶴子、江原由美子、大沢真理、加納実紀代 編『岩波女性学事典』岩波書店、2002年6月20日。ISBN 978-4000802031。
- 『アジア諸国の福祉戦略』（ミネルヴァ書房、2004年）ISBN 4623039749
- 『生活の協同: 排除を超えてともに生きる社会へ』（日本評論社、2007年）ISBN 4535585032
- 『承認と包摂へ: 労働と生活の保障 ジェンダー社会科学の可能性 第2巻』（岩波書店、2011年）ISBN 400028472X
- 『公正なグローバル・コミュニティを: 地球的視野の政治経済 ジェンダー社会科学の可能性 第4巻』（岩波書店、2011年）ISBN 4000284746

## 論文
- 『イギリス社会政策史 -救貧法と福祉国家-』博士論文（1987年 東京大学）

## 出演
- ビデオニュース・ドットコム
- デモクラシータイムス（YouTube）